# 4-メチルサリチル酸
4-メチルサリチル酸は、化学式C8H8O3で表される化合物で、m-クレソチン酸とも称する。カルボキシ基にメチル基が結合したサリチル酸メチルとは異なり、ベンゼン環の4位にメチル基が結合した構造である。常温では白色ないしうすい赤みを帯びた黄色の結晶または粉末である。